# Sencsou–5
A Sencsou–5 (Shenzhou–5) volt az első kínai emberes űrrepülés, a Sencsou-program (Shenzhou-program) keretében. Ezzel a repüléssel Kína lett a harmadik ország (az Amerikai Egyesült Államok és a Szovjetunió/Oroszország után), amely önerőből képes embert küldeni a világűrbe. Az első emberes Sencsou űrhajót (Shenzhou űrhajót) Hosszú Menetelés 2F hordozórakétával indították. Korábban még négy Sencsou (Shenzhou) végzett automatikus repülést. A Sencsou–5 (Shenzhou–5) fedélzetén Jang Li-vej (Yang Liwei) kapott helyet, így ő az első kínai, aki eljutott az űrbe.

## Repülés
A Sencsou–5 (Shenzhou–5)-öt Hosszú Menetelés 2F rakétával indították 2003. október 15-én a Csiucsüani űrközpontból (Jiuquan űrközpontból). Az indulás után megkezdődhetett a berepülési program végrehajtása. Az űrhajó alappályája 200 x 350 km-es volt, ezt a műszaki egységen lévő hajtóművel 343 km magasságú körpályára módosították:
- 11:52-kor (CET) az űrhajós, Jang Li-vej (Yang Liwei) jelentette az irányítóközpontnak, hogy az űrhajóval minden rendben,
- 11:54-kor megkezdődött a gyorsítómanőver.
- 11:57-kor befejezték a manővert, melynek eredményeképpen az űrhajó immár a végleges, 343 km magasságú körpályán keringett.
Nem sokkal ezután, 12:40-kor Jang (Yang) egy "Helló!"-val köszöntötte a Föld lakóit a világűrből.
Még a pályamódosítás előtt, 11:30-kor, a kínai védelmi miniszter, Cao Gang-csuan is beszélt a tajkonautával. A beszélgetés idején az űrhajós végig vidámnak látszott. Ezután Jang (Yang) megmutatta a fedélzeten lévő kisméretű kínai és ENSZ-zászlókat a földi tévénézőknek.
Közép-európai idő szerint délután kettőkor az űrhajós néhány szót válthatott a családjával is.
A repülés 21 órát tartott, amely alatt a Sencsou–5 (Shenzhou–5) 14 keringést végzett a Föld körül. Az űrhajó visszatérő kapszulája 2003. október 16-án szállt le a kínai űrhajóssal Belső-Mongóliában. Az orbitális modul 2004. május 30-án tért vissza a légkörbe.